# Col de Champ Laurent
Le col de Champ Laurent, parfois orthographié col de Champlaurent, est un col de montagne situé en France dans le département de la Savoie en région Auvergne-Rhône-Alpes.
Culminant à 1 116 mètres, le col permet une liaison directe entre le bas val Gelon et la haute vallée des Huiles, puis vers la vallée de la Maurienne par le col du Grand Cucheron.

## Situation
Le col de Champ Laurent se situe à 1 116 mètres d'altitude à l'extrémité nord-orientale du chaînon des Huiles, qui sépare le bas val Gelon au nord et la vallée des Huiles au sud.
Le col est accessible par la route départementale 25 qui permet de relier Chamoux-sur-Gelon et Le Pontet par Champ-Laurent. Son ascension au départ de Chamoux-sur-Gelon est de 10 km pour un dénivelé de 800 m autour du mont Fauge, tandis que celle au départ du Pontet est de 3 km avec un dénivelé de 200 m.

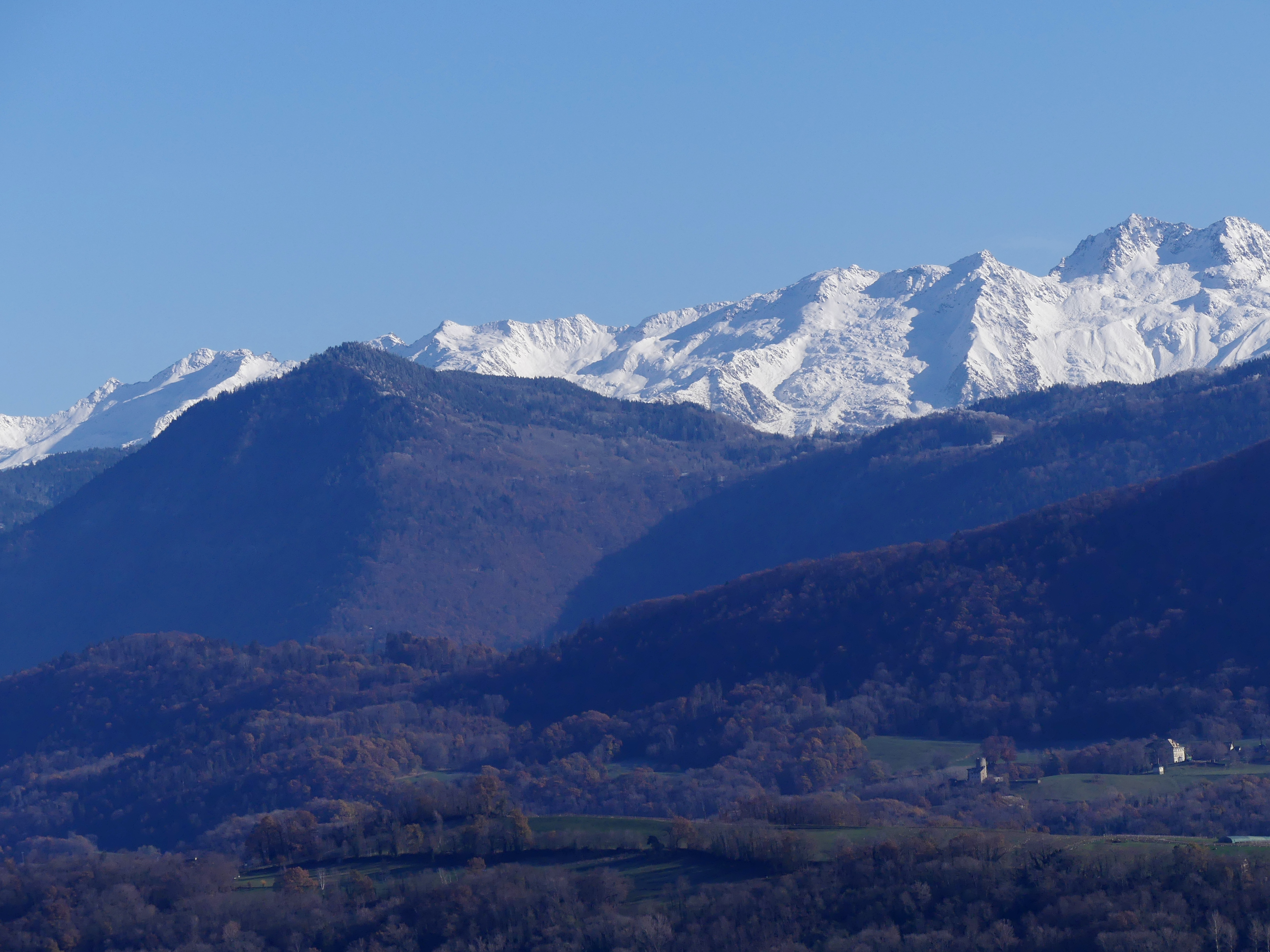
Le col et le massif de la Lauzière vus depuis la combe de Savoie.

## Histoire
La route du col de Champ Laurent est construite dans les années 1950 et le Tour de France cycliste le gravit à deux reprises au cours des années 1970.